# The Bisexual Option
The Bisexual Option (1978 ; deuxième édition en 1993) est un livre écrit par Fritz Klein est considéré comme une des œuvres fondatrices sur la bisexualité dans la discipline des études gaies et lesbiennes.

## Résumé
The Bisexual Option explore la bisexualité, les notions liées à la bisexualité et les différents mythes construits autour de cette importante partie "invisibilisée" de la population. Fritz Klein, du fait de son expérience en tant que psychiatre et expert sur les questions de bisexualité et d'orientation sexuelle, essaie de définir le concept et les variables liées à l'orientation sexuelle, et plus particulièrement liées à la bisexualité.
Ce livre a pour but de montrer aux personnes bisexuelles qu'elles ne sont pas seules et discute de leur place dans le spectre des orientations sexuelles. 
Cette œuvre aide aussi à expliquer qui sont les bisexuels et les bisexuelles et pourquoi ces personnes rencontrent des problèmes à la fois dans les communautés hétérosexuelles et dans les communautés gaies ou lesbiennes dominantes.
L’œuvre aborde de nombreux sujets tels que : 
- l'intimité sexuelle et émotionnelle,
- les mythes sur la non-existence de la bisexualité,
- une explication du complexe d'Œdipe en rapport avec la bisexualité,
- des exemples de bisexualités saines ou toxiques,
- la bisexualité dans l'histoire,
- les représentations de la bisexualité dans les arts, etc.